# Der Turm (Tarot)
Der Turm ist eine der auch große Arkana genannten Trumpfkarten des Tarot.

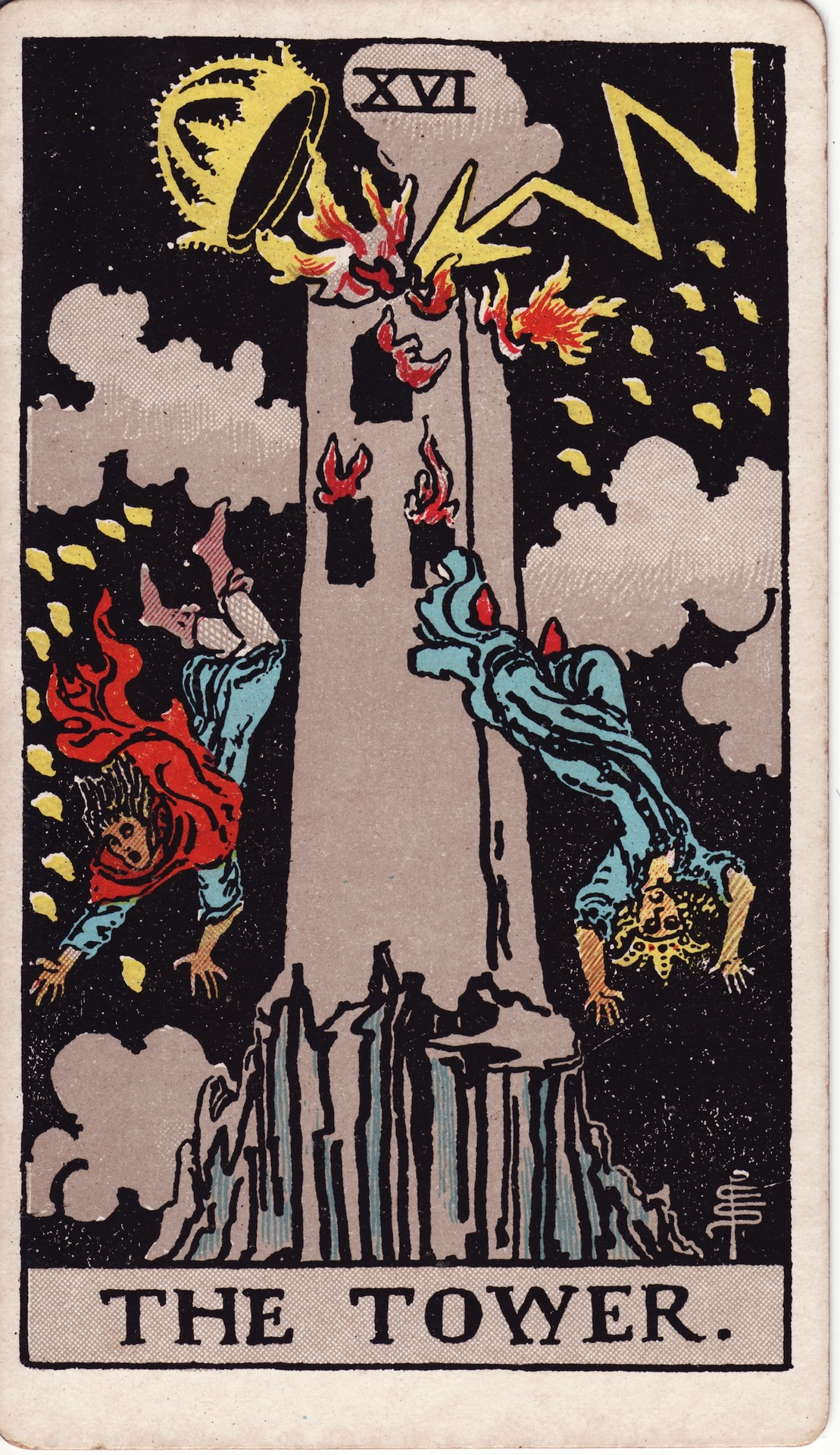
Der Turm des Waite Tarot-Decks

## Darstellung
Bei den meisten Darstellungen sieht man einen Blitz in einen Turm einschlagen und zwei Menschen, die aus diesem Turm herausfallen.
Bei Crowely sieht man eine Schlange aus dem Turm wachsen, deren Feuer dann die Wurzel des Turms in Asche legt.
Bei Haindl wird ein Feuerball inmitten eines Turmes gezeigt, bei dem man weder den Grund noch die Spitze sieht.

## Deutung
Der Turm symbolisiert das Gefängnis der Gedankenkonstrukte, Weltbilder usw., in das wir Menschen uns selber einspinnen. Der Blitz zeigt an, dass äußere Umstände unser Weltbild oft erschüttern oder gar zerstören, vor allem dann, wenn wir uns zu sehr auf unser Weltbild festlegen (die bekannte Metapher vom Gefangensein im Elfenbeinturm).
Die beiden Menschen, die vom Turm fallen, symbolisieren zwei unterschiedliche Menschen: Diejenigen, die sich nur auf das Geistige verlassen und diejenigen, die sich nur aufs Materielle stützen.
Durch seine Lage zwischen dem Teufel (XV) und dem Stern (XVII) zeigt der Turm einen Wechsel von Überheblichkeit hin zur Demut.

## Entsprechungen
- der Planet Mars
- der hebräische Buchstabe פ (Pe)